# Cambodjatribunaal
Het Cambodjatribunaal ("Buitengewone Kamers in de Gerechten van Cambodja", Engels: "Extraordinary Chambers in the Courts of Cambodia", Frans: "Tribunaux cambodgiens de chambres extraordinaires", ECCC/CETC) is een strafhof in Cambodja ter berechting van genocide, grove schendingen van de Geneefse Conventies en misdaden tegen de menselijkheid, moord, marteling en discriminatoire vervolging in dat land gepleegd ten tijde van het door Pol Pot geleide bewind van de Rode Khmer (1975-1979). Tijdens dit bewind zijn naar schatting anderhalf tot twee miljoen mensen om het leven gebracht.

## Status
In tegenstelling tot het Joegoslaviëtribunaal, het Rwandatribunaal en het Speciaal Hof voor Sierra Leone heeft dit tribunaal geen internationale status; het is formeel een onderdeel van het Cambodjaanse rechtsstelsel. Een ander verschil is dat bij dit tribunaal de internationale (niet-Cambodjaanse) rechters in de minderheid zijn.
De verklaring hiervoor is dat de Cambodjaanse regering onder leiding van premier Hun Sen, zelf voormalig kaderlid van de Rode Khmer, met niets anders genoegen nam. Pas na vier jaar van moeizame onderhandelingen werd op 6 juni 2003 overeenstemming bereikt tussen Cambodja en de Verenigde Naties over de vorming van een tribunaal. Maar ook daarna hebben de onderhandelingen over de uitwerking zich nog lang voortgesleept.

## Samenstelling

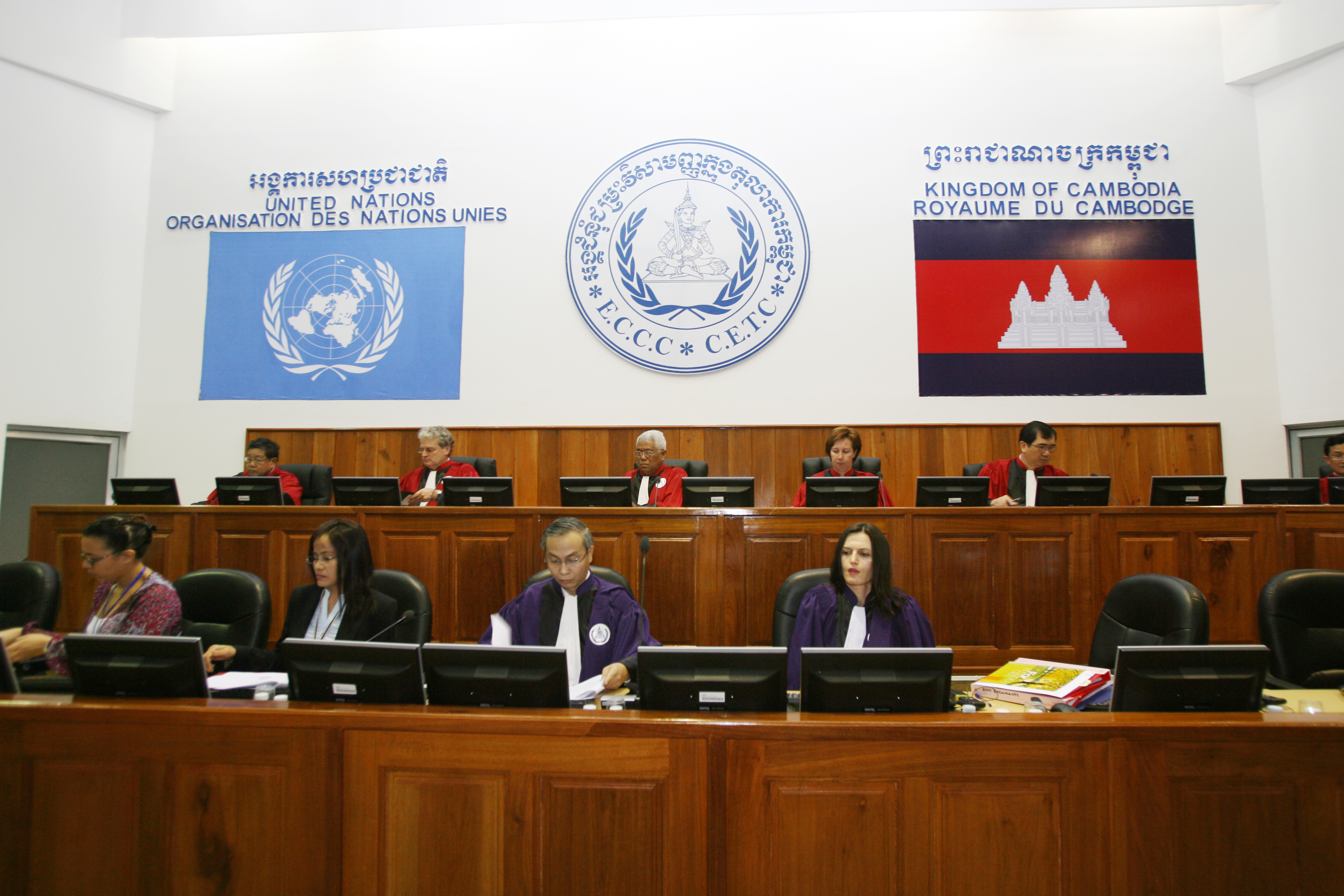
Het Cambodjatribunaal in zitting

Op 3 juni 2006 werden eindelijk 27 rechters beëdigd, onder wie 10 buitenlandse rechters. Onder de laatsten bevond zich de Nederlandse rechter mw. mr. Katinka Lahuis, verbonden aan het gerechtshof van Leeuwarden. Zij bleef aan dit tribunaal verbonden tot 6 maart 2012.
De andere buitenlandse rechters en aanklagers waren afkomstig uit de Verenigde Staten, Canada, Polen, Frankrijk, Australië en Sri Lanka. De Cambodjaanse rechters zijn in de meerderheid, maar de stemprocedures zijn van dien aard dat voor elk oordeel ook de stem van minstens één internationale rechter vereist is.

## Financiering
Het tribunaal is voor zijn financiering afhankelijk van vrijwillige donaties, veelal afkomstig van VN-leden. Vooral Japan is een belangrijke geldschieter. Doordat dit land in 2011 te kampen kreeg met de tsunamiramp en daardoor geld nodig had voor de wederopbouw, en Europese landen getroffen werden door de schuldencrisis, liepen de inkomsten drastisch terug. Eind 2012 meldde co-hoofdaanklager Andrew Cayley dat het hof bijna failliet was, en deed hij een beroep op de Britse regering voor meer steun.

## Aangeklaagden
Op 19 juli 2007 hebben de aanklagers bij het tribunaal een lijst van vijf verdachten ingediend met het verzoek hen in staat van beschuldiging te stellen. De namen werden aanvankelijk niet bekendgemaakt, maar in de loop van 2007 werden de namen bekend naar aanleiding van hun officiële inbeschuldigingstelling of hun arrestatie.

### Kaing Guek Eav ("Duch")
Op 31 juli 2007 stelde het tribunaal de eerste verdachte in staat van beschuldiging. Het was Kaing Guek Eav, ook bekend als Duch (spreek uit: Doik). Als enige overlevende topman van de Rode Khmer zat hij al gevangen, namelijk sinds 1999. Kaing Guek Eav was indertijd directeur van de gevangenis Tuol Sleng ("S-21") in Phnom Penh, die als martelcentrum fungeerde. In de tweede helft van de jaren zeventig werden hier naar schatting 15.000 mensen gemarteld. Voor zover bekend hebben slechts 14 van hen dit overleefd, waarvan er in 2010 nog drie in leven waren. Kaing Guek Eav, intussen tot het christendom bekeerd, had schuld bekend, maar stelde dat hij in opdracht handelde. De aanklagers spraken de hoop uit dat Kaing Guek Eav ook zou kunnen optreden als getuige in de zaken tegen de andere verdachten.

### Nuon Chea
Op 19 september 2007 werd bekendgemaakt dat Nuon Chea in staat van beschuldiging gesteld is en onmiddellijk gearresteerd. Nuon Chea, ook bekend als "Broeder nummer twee", werd beschouwd als de tweede man van het Rode Khmer-bewind, na topleider Pol Pot. Volgens verklaringen van onder meer Kang Kek Ieu (zie hierboven) zou hij de belangrijkste opdrachtgever voor alle massamoorden geweest zijn. Hij is de hoogste Rode Khmer-leider die terechtstaat.
Nuon Chea werd beschuldigd van misdaden tegen de menselijkheid en oorlogsmisdaden. Zijn verdediging is gevoerd door de twee Nederlandse advocaten Victor Koppe en Michiel Pestman, samen met een Cambodjaanse advocaat.

##### Hoorzittingen
Op 4 februari 2008 is het tribunaal de eerste hoorzitting begonnen in de zaak tegen Nuon Chea. De zitting, gewijd aan het verzoek van de verdediging Nuons voorlopige hechtenis op te heffen, werd nog dezelfde dag verdaagd op verzoek van de verdediging. De reden van dit verzoek was dat de Cambodjaanse Orde van Advocaten vooralsnog geweigerd had advocaat Victor Koppe te beëdigen.
Koppe en zijn medepleiter Pestman hadden bij het tribunaal een verzoek ingediend om een van de rechters, de Cambodjaanse generaal Ney Thol, van zijn functie te ontheffen omdat deze volgens hen niet onpartijdig en onafhankelijk zou kunnen optreden. Volgens de verdediging heeft Ney Thol, bestuurslid van de regeringspartij, door in andere processen politieke tegenstanders van premier Hun Sen te veroordelen, blijk gegeven van politieke motieven. Op 6 februari 2008 werd advocaat Victor Koppe alsnog beëdigd, waarna de zitting hervat werd.

### Ieng Sary en Ieng Thirith

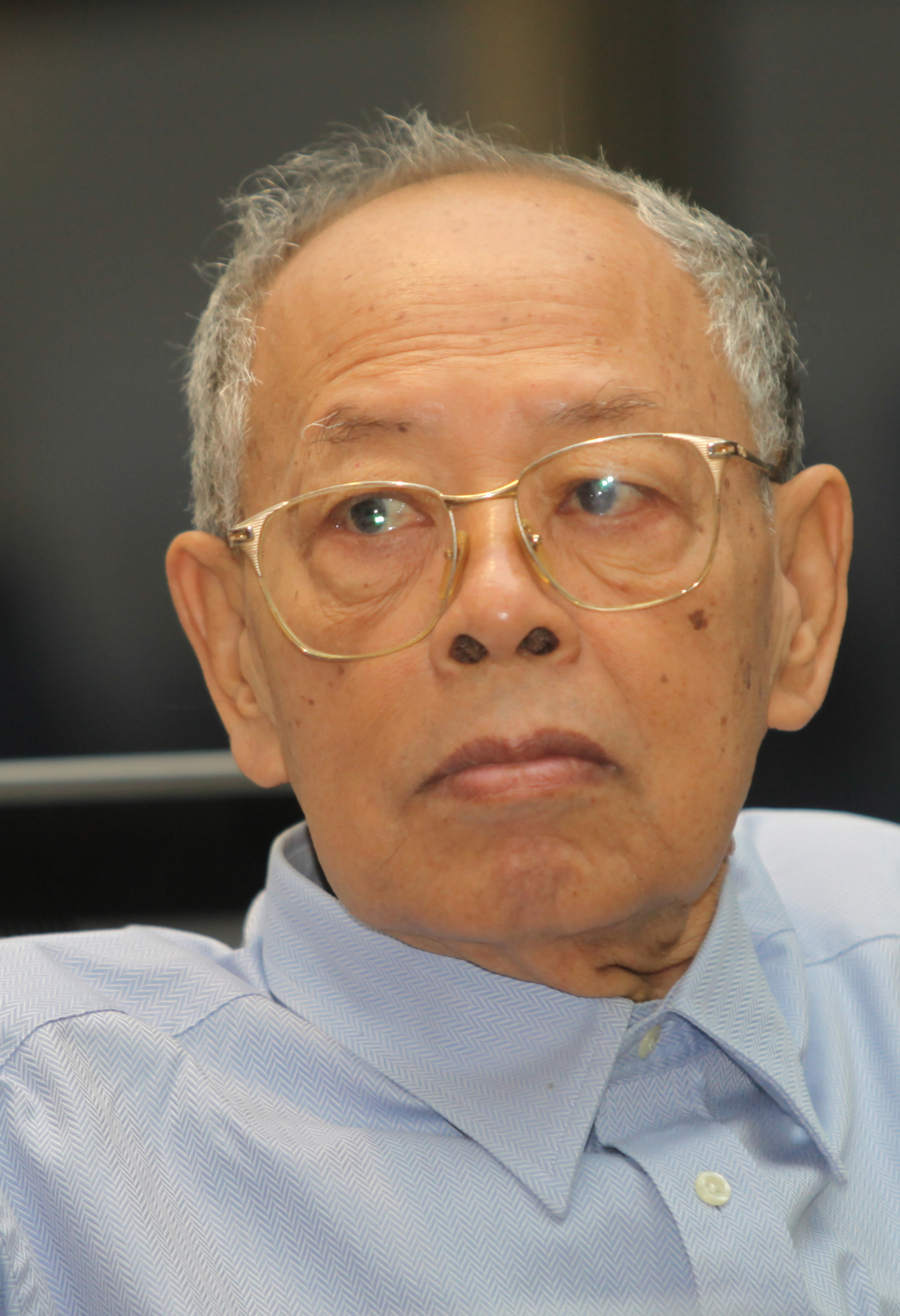
Ieng Sary

Nog twee arrestaties volgden op 12 november 2007. De vroegere minister van buitenlandse zaken en vice-premier Ieng Sary, en zijn vrouw, voormalig minister van sociale zaken Ieng Thirith, zijn door het Cambodjatribunaal in staat van beschuldiging gesteld en in hun woning in Phnom Penh gearresteerd door de Cambodjaanse politie en functionarissen van het tribunaal.
Beiden werden beschuldigd van misdaden tegen de menselijkheid, Ieng Sary ook van oorlogsmisdaden. Volgens het memorandum van de aanklagers van 18 juli 2007, waarvan Associated Press een kopie in handen kreeg, heeft Ieng Sary de misdaden van de Rode Khmer "bevorderd, uitgelokt, gefaciliteerd, aangemoedigd en/of goedgekeurd". Zijn vrouw Ieng Thirith, een schoonzuster van de voormalige topleider Pol Pot, zou deelgenomen hebben aan het "beramen, leiden, coördineren en bevelen van grootscheepse zuiveringen (...) en het onwettig om het leven brengen van medewerkers van het ministerie van sociale zaken".

### Khieu Samphan
Het voormalige staatshoofd Khieu Samphan is gearresteerd op 19 november 2007 in Phnom Penh toen hij het ziekenhuis verliet waar hij behandeld was voor een beroerte die hij naar verluidt gekregen had op 13 november. Hij werd in staat van beschuldiging gesteld wegens misdaden tegen de menselijkheid en oorlogsmisdaden.

### Aanklachten uitgebreid met genocide
In december 2009 werden de aanklachten tegen Nuon Chea, Ieng Sary en Khieu Samphan uitgebreid met de beschuldiging van genocide (volkerenmoord). Dit betrof de behandeling van twee minderheidsgroepen in Cambodja, de Vietnamese minderheid en de Cham, een islamitische minderheid. Volgens de aanklacht hebben de Rode Khmer getracht deze beide bevolkingsgroepen uit te roeien wegens respectievelijk hun nationaliteit en hun godsdienst.

### Meas Muth en Im Chaem
Na jaren werden op 3 maart 2015 twee nieuwe aanklachten uitgebracht. Marinecommandant Meas Muth en districtssecretaris mw. Im Chaem werden bij verstek in staat van beschuldiging gesteld door de internationale onderzoeksrechter Mark Harmon. Beiden werden beschuldigd van levensberoving (als misdrijf volgens het strafrecht van Cambodja) en van misdaden tegen de menselijkheid als moord, uitroeiing, knechting, gevangenhouding en vervolging op politieke gronden. Meas Muth bovendien nog van ernstige schendingen van de Conventies van Genève van 1949, onder andere door onwettige opsluiting van burgers, onthouding van procesrechten, onwettige deportatie en marteling.
Ondanks arrestatiebevelen die al in 2014 waren uitgevaardigd waren beiden niet gearresteerd, wat voor rechter Mark Harmon reden was de aanklachten nu bij verstek uit te brengen. Ook hierna volgde echter geen arrestatie, hetgeen algemeen werd toegeschreven aan de invloed van de regering van Cambodja. Op 25 september 2015 weigerde de Preliminaire Kamer van het tribunaal de arrestatie te gelasten. De drie Cambodjaanse rechters verklaarden dat arrestatie om een verdachte alleen bij een internationale rechter voor te geleiden, zonder de Cambodjaanse mederechter, "vernederend" zou zijn en de eer en waardigheid van de verdachte zou aantasten. De Preliminaire Kamer  bestaat uit drie Cambodjaanse en twee internationale rechters, en kan slechts besluiten nemen met een meerderheid van vier van de vijf stemmen. Op 7 juli 2015 had de internationale onderzoeksrechter Harmon al zijn ontslag ingediend.

## Processen

### Kaing Guek Eav ("Duch")
Op 17 februari 2009 begonnen de strafzittingen tegen Kaing Guek Eav ("zaak 001"). Daarin herhaalde hij zijn bekentenis en verklaarde hij: "Ik wil me voor altijd nederig en met eerbied verontschuldigen voor de doden." Hij sprak van "ondraaglijk berouw" en zei: "Ik alleen ben verantwoordelijk voor ten minste 12.380 mensenlevens". Op 24 november 2009 eisten de aanklagers 40 jaar gevangenisstraf tegen hem. Volgens de aanklagers was deze eis met vijf jaar verminderd omdat de verdachte medewerking aan het proces gegeven had, en nog eens met vijf jaar wegens zijn langdurige voorarrest.

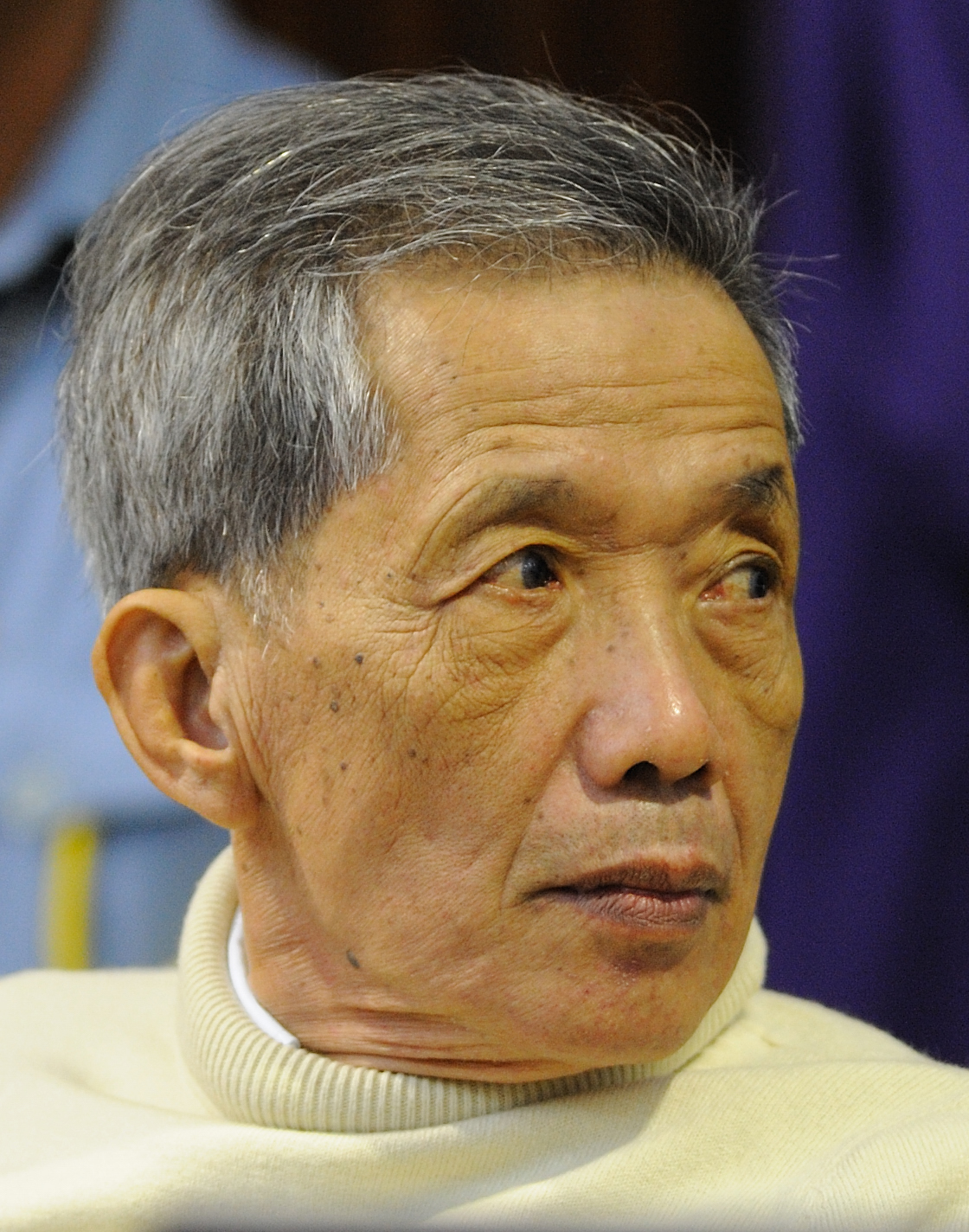
Kaing Guek Eav tijdens zijn proces

##### Verdediging verdeeld, advocaat ontslagen
Tijdens de slotpleidooien, 25-27 november 2009, verrasten Kaing Guek Eav en zijn Cambodjaanse verdediger Kar Savuth door vrijspraak en vrijlating te vragen. Ondanks de eerder afgelegde volledige bekentenis stelden zij nu dat Duch niet tot de eerstverantwoordelijken voor de gepleegde misdrijven behoord had, en dat het tribunaal daarom geen rechtsmacht over hem had. Kort daarvoor had de internationale verdediger, de Franse advocaat François Roux, nog slechts matiging van de op te leggen straf gevraagd wegens het door zijn cliënt getoonde berouw en de medewerking die hij aan het proces gegeven had. Dit was tijdens heel het proces de strategie van de verdediging geweest.
Advocaat François Roux verklaarde later dat hij de verdeeldheid in de verdediging zeer droevig vond, en dat de wijze waarop het tribunaal met twee gelijkwaardige verdedigers werkte beslist fout was. Naar zijn mening was het beter geweest als er één leidende verdediger geweest was. Op 9 juli 2010 maakte het tribunaal bekend dat Kaing Guek Eav advocaat Roux ontslagen had wegens een "gebrek aan vertrouwen". Het vermoeden bestond dat de Cambodjaanse regering invloed op "Duch" uitoefende. Al eerder had premier Hun Sen laten blijken het niet erg te vinden als het tribunaal zou mislukken.

##### In eerste aanleg 35 jaar, in hoger beroep levenslang
Op 26 juli 2010 veroordeelde het tribunaal de toen 67-jarige Kaing Guek Eav tot 35 jaar gevangenisstraf voor misdaden tegen de menselijkheid, waarmee hij de eerste werd die door het tribunaal veroordeeld werd. De uitspraak betitelde zijn misdaden als "schokkend en gruwelijk". Bepaald werd dat op de opgelegde 35 jaar vijf jaar in mindering zouden worden gebracht omdat Kaing Guek Eav lange tijd is vastgehouden zonder formele inbeschuldigingstelling. Voorts dat de elf jaar dat hij al vastgezeten had ook van de straf afgetrokken zouden worden. Dit betekende dat hij 19 jaar na de veroordeling vrij zou zijn, bij goed gedrag al voorwaardelijk na 11 jaar.
Reeds de volgende dag kondigde de Cambodjaanse advocaat van Kaing Guek Eav aan dat tegen het vonnis hoger beroep aangetekend wordt. Ook de aanklagers gingen in beroep. Op 28 maart 2011 begonnen voor de Opperste Rechtskamer van het tribunaal de aan dit beroep gewijde zittingen. Op 3 februari 2012 werd Kaing Guek Eav door deze Kamer tot levenslange gevangenisstraf veroordeeld. Uitgesproken werd dat de Strafkamer te veel gewicht had gehecht aan verzachtende omstandigheden en te weinig aan de ernst van de misdrijven. De Opperste Rechtskamer overwoog onder meer dat Kaing zijn leidende rol in de gevangenis Tuol Sleng ("S-21") had vervuld door zijn personeel op te leiden in stelselmatige marteling van en moord op gevangenen, en dat hij verantwoordelijk was voor de dood van minstens 12.272 mensen.

### Ieng Thirith overleden
Pas op 27 juni 2011 werd de eerste regiezitting gehouden voor de vier resterende verdachten ("zaak 002"). Het eigenlijke strafproces begon op 21 november 2011. Echter, op 17 november besloot de Strafkamer van het tribunaal op grond van medische verklaringen dat de 79-jarige en dementerende mw. Ieng Thirith onvoldoende gezondheid had om terecht te staan en vrijgelaten moest worden. De beide aanklagers tekenden onmiddellijk beroep aan tegen deze beslissing, hetgeen betekende dat hangende dit beroep geen vrijlating zou volgen. Op 13 december 2011 besliste de Opperste Kamer dat Ieng Thirith gedetineerd zou blijven in afwachting van een nieuw medisch onderzoek. Op 13 december 2012 werd definitief beslist dat zij vrijgelaten zou worden "onder gerechtelijk toezicht". Ieng Thirith overleed ten slotte op 22 augustus 2015.

### Nuon Chea, Ieng Sary en Khieu Samphan
De strafzitting van 21 november 2011 gold dus slechts de drie verdachten Nuon Chea (partijideoloog en tweede man van de Rode Khmer), oud-minister van Buitenlandse Zaken Ieng Sary en voormalig staatshoofd Khieu Samphan. Alle drie de verdachten ontkenden enige schuld te hebben. Nuon Chea verklaarde dat hij en zijn kameraden moedige strijders waren geweest tegen het streven van Vietnam om Cambodja op te slokken. Ieng Sary bestreed de rechtsmacht van het tribunaal. Oud-president Khieu Samphan bestempelde alle aanklachten tegen hem als fabeltjes die slechts berustten op krantenberichten.

#### Ieng Sary overleden
Op 14 maart 2013 overleed Ieng Sary op 87-jarige leeftijd. Tien dagen eerder was hij opgenomen in het "Khmer-Soviet Vriendschap Ziekenhuis". Ieng Say leed aan hoge bloeddruk en hartproblemen. Tijdens de vijf jaar en vier maanden van zijn detentie was hij al verscheidene eerdere keren in het ziekenhuis opgenomen geweest.

#### Levenslang voor Nuon Chea en Khieu Samphan

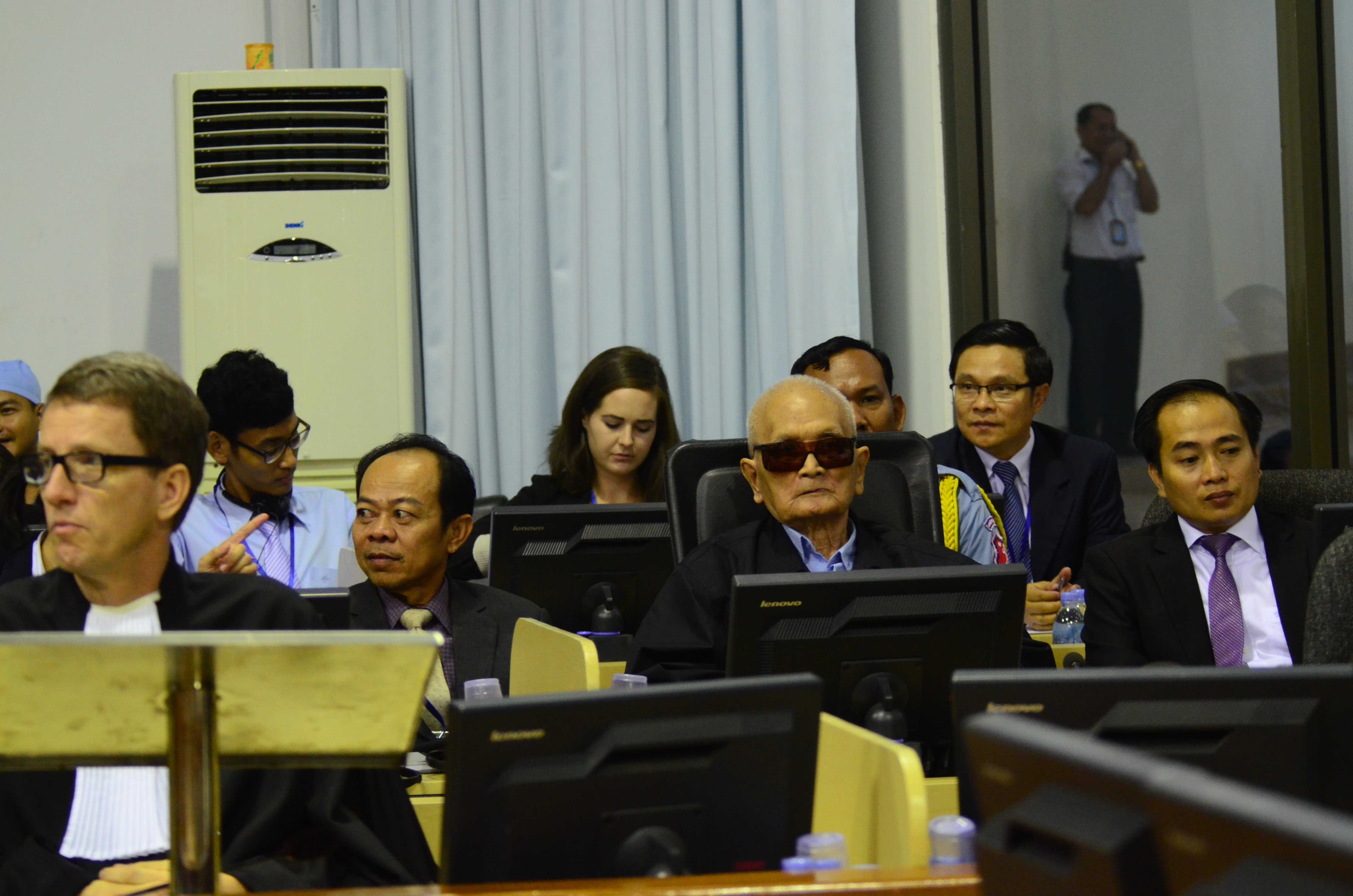
7 augustus 2014: De uitspraak inzake Nuon Chea (met zonnebril)
Links advocaat Mr. Victor Koppe

De Strafkamer van het tribunaal kwam op 7 augustus 2014 tot een uitspraak in de zaken van Nuon Chea en Khieu Samphan. Beiden werden veroordeeld tot levenslange gevangenisstraf wegens misdaden tegen de menselijkheid gepleegd in de periode van april 1975 tot december 1977. De Strafkamer achtte onder meer bewezen dat beiden verantwoordelijkheid droegen voor de verdrijving van minstens twee miljoen mensen uit de hoofdstad Phnom Penh in april 1975, onder zeer angstaanjagende en gewelddadige omstandigheden, waarbij velen om het leven kwamen.
Op 23 november 2016 volgde de uitspraak in hoger beroep. De Opperste Rechtskamer bevestigde beide levenslange straffen wegens misdaden tegen de menselijkheid bij de ontruiming van Phnom Penh in 1975 en in de periode 1975-1977. Het vonnis in eerste aanleg werd echter op enkele punten vernietigd. De misdrijven tegen de menselijkheid uitroeiing en politieke vervolging werden door de Opperste Kamer niet bewezen geacht. Gezien de ernst van de wel bewezen feiten en het volledige gebrek aan consideratie voor de bevolking concludeerde de Kamer echter dat levenslang toch een gepaste straf was.

#### Ook veroordeeld wegens genocide
Op 16 november 2018 heeft de Strafkamer Nuon Chea en Khieu Samphan ook schuldig bevonden aan bovengenoemde aanklacht van genocide (volkerenmoord) en hen beiden daarvoor opnieuw tot levenslange gevangenisstraf veroordeeld. Beiden werden schuldig geacht aan genocide op de Vietnamese minderheid in Cambodja, Nuon Chea bovendien aan genocide op de islamitische Cham-minderheid.

## Aanklager neemt ontslag
Op 23 juni 2009 kondigde een van de beide aanklagers, de Canadees Robert Petit zijn ontslag per 1 september 2009 aan. Hij noemde aanvankelijk familie-omstandigheden, maar op 24 juni noemde hij op een persconferentie de pogingen van de regering van Cambodja om het tribunaal te beïnvloeden "zeer zorgwekkend". Petit was voorstander van vervolgingen van meer verdachten dan de huidige vijf, maar kon daartoe niet overgaan omdat de internationale aanklager geen beslissingen mag nemen zonder de instemming van de Cambodjaanse mede-aanklager Chea Lang. Deze noemt meer vervolgingen nadelig voor "de verzoening" in het land. Premier en oud-kaderlid van de Rode Khmer Hun Sen heeft bovendien verklaard dat meer vervolgingen de stabiliteit van Cambodja in gevaar zouden brengen.
De scheidende aanklager verklaarde verder dat het hof er niet in slaagt zijn werk inzichtelijk te maken voor wie het bedoeld is: de Cambodjaanse bevolking. "Zolang je de geschiedenis ontkent kan er geen verzoening komen. De resultaten van het hof moeten toegankelijk worden gemaakt, zodat gewone mensen ze kunnen raadplegen."

## Ta Mok en Pol Pot
Naast Kang Kek Ieu was de enige andere Rode Khmer-leider die al eerder gedetineerd was: de militaire leider van de Rode Khmer, Ta Mok. In maart 1999 is hij gearresteerd door het Cambodjaanse leger. Door zijn slechte gezondheid bracht hij veel tijd in het ziekenhuis door. Hij is op 21 juli 2006 overleden in een militair ziekenhuis. Ta Mok, ook bekend als "de slager", werd beschouwd als een van de breinen achter de massamoorden. Topleider Pol Pot stierf in april 1998, na een langdurige machtsstrijd met Ta Mok. Beiden zijn dus overleden voordat de aanklagers hun eerste aanklachten uitbrachten.